# 西门桥
31°34′38″N 120°17′20″E / 31.57710°N 120.28897°E

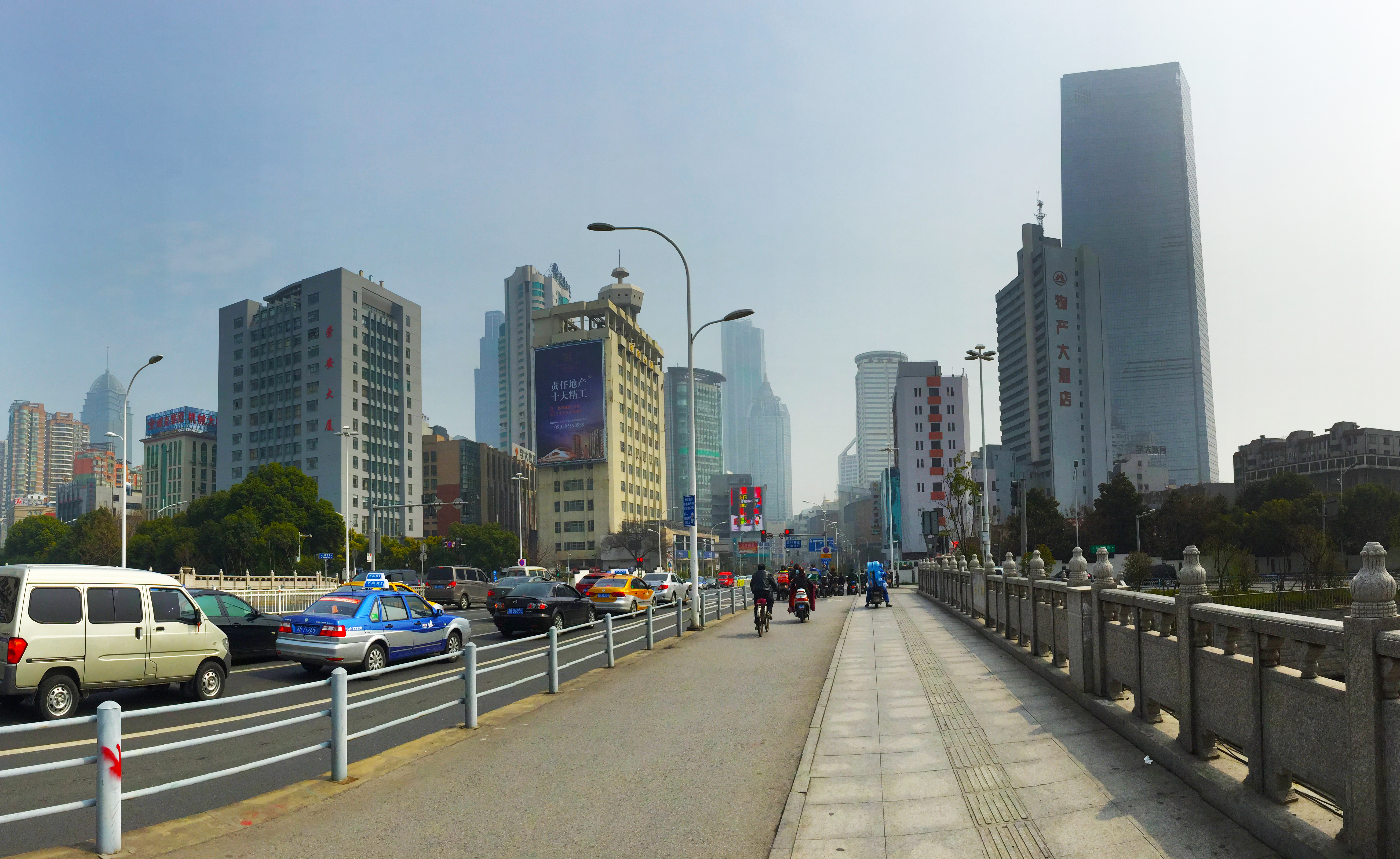
西门桥

西门桥，又称人民桥，原名梁清桥、清溪桥、梁溪桥、西门吊桥，是位于中华人民共和国江苏省无锡市梁溪区的一座大桥，是人民路跨梁溪河的通道。

## 特点
西门桥因跨梁溪河而得名“梁清桥”、“清溪桥”；又因处于无锡西门之外，俗称西门吊桥。隋朝大业年间创建，后历朝屡次修建。太平军攻无锡时，此桥被毁。清光绪三年（1877年），赵棨、凌鸿德、高念祖出资重建，为石级拱桥，桥洞跨长六米，但汛期阻水严重。
1921年11月24日，无锡水利研究会成立。1923年1月22日，水利研究会推定水利专家胡雨人和邹茂如为调查员，对无锡全县各主要水道实地勘测。8月18日，两人发布其治理计划，其中包括首先重建西门桥，改善调洪能力。1924年，无锡水利工程局开始修建，但因波及一些商户利益未能通过。1926年，西门桥改建为钢筋混凝土桥，无锡水利工程局采取折中方案，把桥洞改建成大小两个。1934年，无锡遭遇旱灾，无锡县建设局局长张德载调集几十部戽水机，在运河通向内河处临时筑起大坝，将运河水戽进内河，然后通知各乡在内河沿岸筑土坝，把戽水机靠在坝上引水人田。但因水流不足，张德载成功说服桥堍邵家拆除阻碍河道的建筑物，扩大桥洞同时通流。
1950年代，无锡县人民政府为改善陆路交通状况，规划城区向西南发展的规划，改建西门桥，1959年10月15日开工，并将拓建的人民路与西门桥拉直，新桥于1960年4月竣工，跨长37米，宽19米，下为花岗石桥墩，上部为钢梁桥面，命名为人民桥。1982年，人民桥再次拓宽，于桥两侧各扩6.4米，总宽为32米，同年5月竣工。2010年9月，大桥再次重修通车，总宽40米（其中机动车道宽22米），并恢复使用西门桥。